# Cobalt(II) thiocyanat
Cobalt(II) thiocyanat là một hợp chất vô cơ có công thức Co(SCN)2. Dạng trihydrat Co(SCN)2(H2O)3 được sử dụng trong  xét nghiệm cobalt thiocyanat (hoặc xét nghiệm Scott) để phát hiện cocain. Tuy nhiên xét nghiệm này là nguyên nhân của nhiều trường hợp cho kết quả dương tính giả và kết tội oan.

## Cấu trúc và điều chế

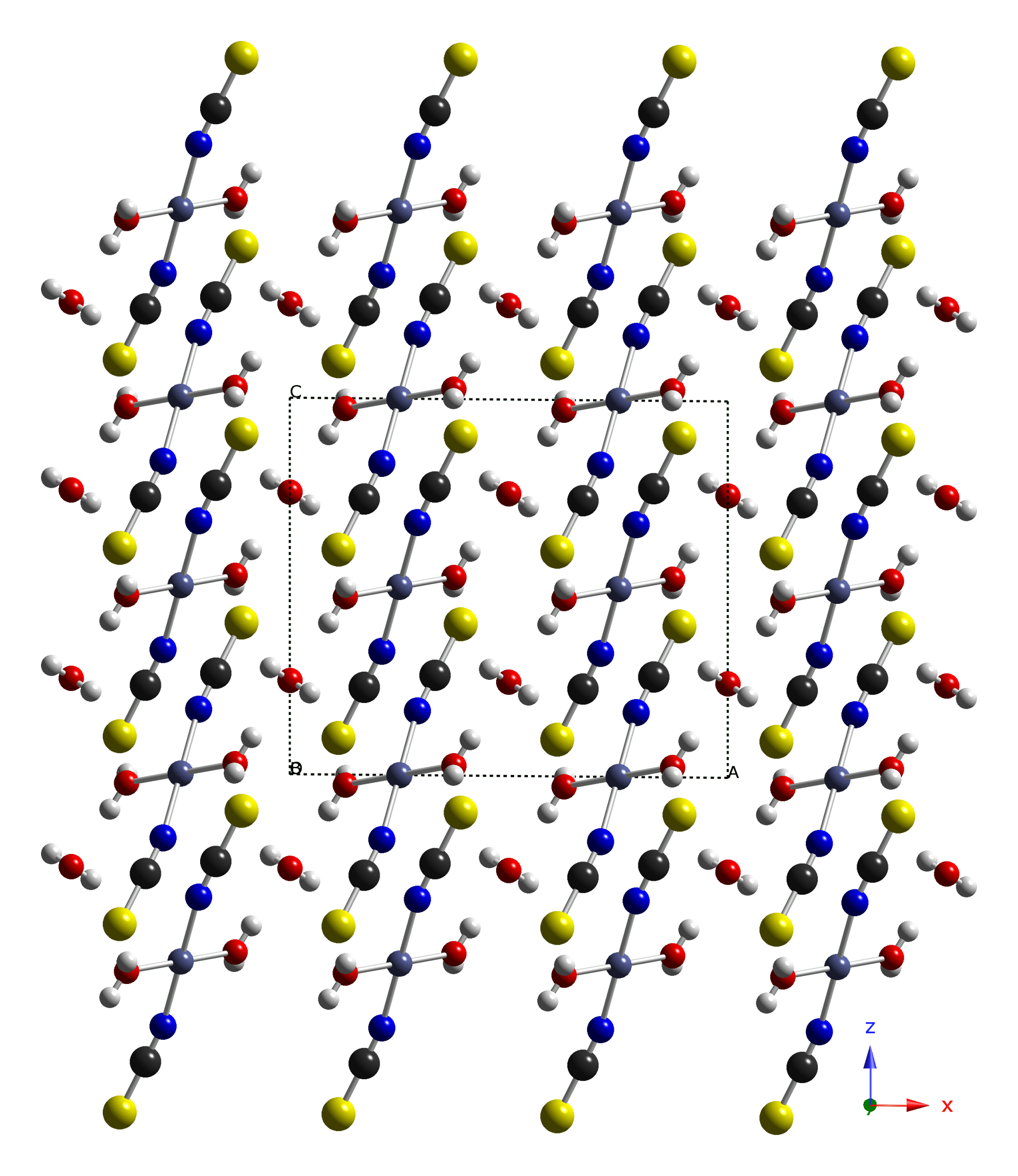
Cấu trúc của Co(SCN)_{2}(H_{2}O)_{3}.

Sử dụng phương pháp tinh thể học tia X giúp xác định cấu trúc của Co(SCN)2 và hydrat Co(SCN)2(H2O)3. Kết quả, Co(SCN)2 gồm các lớp 2D xếp chồng lên nhau giống kiểu cấu trúc của thủy ngân(II) thiocyanat, trong khi đó Co(SCN)2(H2O)3 cấu tạo gồm trung tâm tứ diện Co(SCN)2(H2O)2 và một phân tử nước.

### Thông số tinh thể
Cobalt(II) thiocyanat trihydrat thuộc dạng tinh thể đơn nghiêng, nhóm không gian C2/c, các hằng số mạng tinh thể a = 12,490(2) Å, b = 6,024(1) Å, c = 10,740(2) Å, β = 90,49(1)°.

### Phương pháp điều chế
Trihydrat có thể được điều chế nhờ phản ứng:
CoSO4 + Ba(SCN)2 → BaSO4↓ + Co(SCN)2
Hoặc phản ứng của phức hexakis(acetonitril)cobalt(II) tetrafloroborat(III) với kali thiocyanat tạo ra kết tủa KBF4:
[Co(NCMe)6](BF4)2 + 2KSCN → 2KBF4↓ + Co(SCN)2
Muối khan có thể được điều chế bằng cách bổ sung diethyl ether như một chất chống solvat hóa.

## Xét nghiệm cobalt thiocyanat
Quy trình chi tiết xét nghiệm cobalt thiocyanat hiện tại vẫn đang sử dụng. Thuốc thử gồm dung dịch cobalt(II) thiocyanat 2% hòa tan trong acid loãng. Người ta thường thêm glycerol vào để ổn định phức cobalt, đảm bảo nó chỉ chuyển sang màu xanh dương khi tiếp xúc với chất phân tích chứ không phải do làm khô.
Thêm thuốc thử cobalt(II) thiocyanat vào cocain hydrochloride khiến bề mặt của các hạt cocain hydrochloride chuyển sang màu xanh dương sáng (màu xanh dương nhạt đối với base cocain). Dung dịch chuyển trở lại màu hồng khi thêm một ít acid hydrochloride. Thêm một ít chloroform sẽ tạo ra một lớp hữu cơ màu xanh dương cho cả cocain hydrochloride và base cocain. Điphenhydramin và lidocain cùng tạo thành các lớp hữu cơ màu xanh dương. Những hợp chất này được biết đến là gây dương tính giả đối với cocain. Lidocain thường được sử dụng để pha trộn hoặc bắt chước cocain do tác dụng gây tê cục bộ.
Nếu quy trình sử dụng base thay vì acid, thì cobalt(II) thiocyanat có thể được sử dụng để xét nghiệm ketamin hydrochloride.

## Hợp chất khác
Co(SCN)2 còn tạo một số hợp chất với NH3, như Co(SCN)2·2NH3 là chất rắn màu xanh dương đậm, Co(SCN)2·4NH3 là tinh thể hình kim màu hoa hồng-đỏ hay Co(SCN)2·6NH3 là tinh thể màu đỏ tím nhạt, khối lượng riêng ở điều kiện −32 °C (−26 °F; 241 K) là 1,276 g/cm³.
Co(SCN)2 còn tạo một số hợp chất với N2H4, như Co(SCN)2·2N2H4 là chất rắn màu hồng.
Co(SCN)2 còn tạo một số hợp chất với CO(NH2)2, như Co(SCN)2·2CO(NH2)2·2H2O là tinh thể màu xanh dương hay Co(SCN)2·8CO(NH2)2 là tinh thể màu tím.
Co(SCN)2 còn tạo một số hợp chất với CON4H6, như Co(SCN)2·2CON4H6·H2O là tinh thể màu đỏ thẫm nhạt, phân hủy ở 140 °C (284 °F; 413 K).
Co(SCN)2 còn tạo một số hợp chất với CS(NH2)2, như Co(SCN)2·2CS(NH2)2 là chất rắn màu hồng hay Co(SCN)2·4CS(NH2)2 là chất rắn màu vàng nhạt-nâu.